# Lincoln Township (comté de Tama, Iowa)
Lincoln Township est un township du comté de Tama en Iowa, aux États-Unis,.
Il est fondé en 1861.

## Source de la traduction
- (en) Cet article est partiellement ou en totalité issu de l’article de Wikipédia en anglais intitulé « Lincoln Township, Tama County, Iowa » (voir la liste des auteurs).